# Getdjur
Getdjur (Caprinae) är en underfamilj till familjen slidhornsdjur. Den inkluderar till exempel får och getter. I underfamiljen finns omkring 35 arter.

## Allmänt
Jämfört med andra slidhornsdjur är medlemmarna i underfamiljen medelstora till stora och ganska grovt byggda med tjockare extremiteter. De minsta arterna förekommer i släktet goraler med en vikt av cirka 20 kg och myskoxen är den största arten med en vikt upp till 650 kg (i fångenskap). Med undantag av chiru finns horn hos bägge könen. Hos några släkten, till exempel får och getter, är hannarna betydligt större än honorna. Hos vissa arter påträffas däremot nästan ingen könsdimorfism.
Arterna från underfamiljen Caprinae finns huvudsakligen i Eurasien och där främst i bergsområden. I Afrika förekommer bara ett fåtal arter och ännu färre arter lever i Nordamerika. Utbredningsområdets södra gräns ligger i norra Mexiko (Nordamerika), i Etiopien (Afrika) samt på Sumatra (Eurasien). I Nya Zeeland förekommer vilt levande introducerade populationer och domesticerade getdjur saknas bara i Antarktis.

## Släkten och arter
- Släkte Pantholops
  - Chiru Pantholops hodgsoni
- Släkte Capricornis (räknas ofta till Naemorhedus)
  - Sydlig serov Capricornis sumatraensis
  - Capricornis swinhoei
  - Japansk serov Capricornis crispus
- Släkte Goraler (Naemorhedus)
  - Goral Naemorhedus goral
  - Naemorhedus baileyi
  - Naemorhedus caudatus
- Släkte Oreamnos
  - Snöget (Oreamnos americanus)
- Släkte Gemsar (Rupicapra)
  - Gems (Rupicapra rupicapra)
  - Pyreneisk gems (Rupicapra pyrenaica)
- Släkte Myotragus †
  - Myotragus balearicus †
- Släkte Budorcas
  - Takin Budorcas taxicolor
- Släkte Ovibos
  - Myskoxe (Ovibos moschatus)
- Släkte Hemitragus
  - Himalayatahr Hemitragus jemlahicus
  - Arabisk tahr Hemitragus jayakiri
  - Nilgiritahr Hemitragus hylocrius
- Släkte Getter (Capra)
  - Vildget (även besoarget) (Capra aegagrus)
  - Stenbock (även Alpstenbock) (Capra ibex)
  - Capra walie
  - Västkaukasisk stenbock Capra caucasica
  - Östkaukasisk stenbock Capra cylindricornis
  - Iberisk stenbock (även spansk stenbock) Capra pyrenaica
  - Skruvhornsget Capra falconeri
- Släkte Pseudois
  - Blåfår (även nahor) Pseudois nayaur
  - Pseudois schaeferi
- Släkte Ammotragus
  - Manfår Ammotragus lervia
- Släkte Får (Ovis)
  - Ovis orientalis
    - Mufflon (även mufflonfår, rödfår) orientalis-gruppen
    - Urial (även stäppfår) vignei-gruppen

  - Argalifår (Ovis ammon)
  - Asiatiskt snöfår (även sibiriskt snöfår) Ovis nivicola
  - Amerikanskt snöfår (även vitt stenfår) Ovis dalli
  - Tjockhornsfår Ovis canadensis